# Казете ди Фуно (Болоња)
Казете ди Фуно (итал. Casette di Funo) је насеље у Италији у округу Болоња, региону Емилија-Ромања.
Према процени из 2011. у насељу је живело 129 становника. Насеље се налази на надморској висини од 22 м.